# Bergisch-Marks voetbalkampioenschap 1922/23
In 1922/23 werd het vierde Bergisch-Marks voetbalkampioenschap gespeeld, dat georganiseerd werd door de West-Duitse voetbalbond. 
De West-Duitse competities werden gespreid over 1922 tot 1924. Er kwam wel ook in 1923 al een eindronde waardoor de kampioenen van de heenronde na dit seizoen mochten aantreden in de eindronde, er vond dus ook geen degradatie plaats omdat er nog een terugronde was in 1923/24.
TuRU 1880 Düsseldorf werd kampioen en plaatste zich voor de West-Duitse eindronde. De club versloeg Schwarz-Weiß Essen, Duisburger SpV en verloor dan in de finale van 1. FC Arminia Bielefeld. 

## Gauliga
| Plaats | Club                        | Wed. | W | G | V | Saldo | Ptn. |
| ------ | --------------------------- | ---- | - | - | - | ----- | ---- |
| 1.     | TuRU 1880 Düsseldorf        | 9    | 9 | 0 | 0 | 47:13 | 18:0 |
| 2.     | Düsseldorfer SC 99          | 9    | 7 | 1 | 1 | 20:10 | 15:3 |
| 3.     | BV 04 Düsseldorf            | 9    | 5 | 3 | 1 | 23:16 | 13:5 |
| 4.     | SSV 04 Elberfeld            | 9    | 4 | 2 | 3 | 15:12 | 10:8 |
| 5.     | BC 05 Düsseldorf            | 9    | 3 | 2 | 4 | 17:22 | 8:10 |
| 6.     | TuSV Barmen 72              | 9    | 3 | 2 | 4 | 20:28 | 8:10 |
| 7.     | TSV Fortuna 1895 Düsseldorf | 9    | 3 | 1 | 5 | 17:21 | 7:11 |
| 8.     | FC Solingen 95              | 9    | 1 | 4 | 4 | 18:23 | 6:12 |
| 9.     | Cronenberger SC 02          | 9    | 0 | 3 | 6 | 18:33 | 3:15 |
| 10.    | VfB 06 Remscheid            | 9    | 0 | 2 | 7 | 11:28 | 2:16 |

|  | Geplaatst voor West-Duitse eindronde |